# Silvertoner
Silvertoner – debiutancki album studyjny szwedzkiej piosenkarki Sanny Nielsen, wydany 21 września 1996 przez wytwórnię Gazell Music.
Płyta była notowana na 55. miejscu na oficjalnej szwedzkiej liście sprzedaży. Wydawnictwo promował singel „Till en fågel”.

## Lista utworów
Opracowano na podstawie materiałów źródłowych.
1. „När jag hör honom spela för vinden” – 3:23
2. „Mamma häng me’ mej ut i kväll” – 3:02
3. „Maria Maria” – 2:47
4. „Thimmy” – 3:37
5. „Till en fågel” – 3:15
6. „Bilder i mitt album” – 2:58
7. „Teddybjörnen Fredriksson” (i Lasse Berghagen) – 3:18
8. „En varsam hand” – 3:22
9. „Änglafin” – 2:52
10. „Leka med vinden” – 3:14
11. „Mötet” – 2:57
12. „Har jag chansen på dej” – 3:01
13. „Kära dagbok” – 2:57
14. „Viva, Fernando Garcia” – 3:06
15. „En gång när jag blir stor” – 2:59

Całkowita długość: 46:48

## Notowania

### Pozycja na liście sprzedaży
| Kraj    | Lista sprzedaży (1996) | Najwyższa pozycja |
| ------- | ---------------------- | ----------------- |
| Szwecja | Sverigetopplistan      | 55                |